# Pavel Bittner
Pavel Bittner (Olomouc, 29 ottobre 2002) è un ciclista su strada e ciclocrossista ceco che corre per il Team Picnic PostNL; è professionista dall'agosto 2022.

## Palmarès

### Strada
- 2019 (Juniores)

3ª tappa, 1ª semitappa Saarland Trofeo (Homburg > Homburg)
4ª tappa Saarland Trofeo (Walsheim > Walsheim)
Campionati cechi, Prova in linea Junior
- 2020 (Juniores)

Campionati cechi, Prova in linea Junior
- 2021 (Development Team DSM, una vittoria)

1ª tappa Grand Prix Priessnitz spa (Jeseník > Rýmařov)
- 2023 (Team DSM, una vittoria)

Campionati cechi, Prova a Cronometro Under-23
- 2024 (Team DSM-Firmenich PostNL, tre vittorie)

1ª tappa Vuelta a Burgos (Vilviestre del Pinar > Burgos)
5ª tappa Vuelta a Burgos (Frías > Condado de Treviño)
5ª tappa Vuelta a España (Fuente del Maestre > Siviglia)

#### Altri successi
- 2024 (Team DSM-Firmenich PostNL)

Classifica a punti Vuelta a Burgos

## Piazzamenti

### Grandi Giri
- Tour de France

2025: 133º
- Vuelta a España

2024: 115º

### Classiche monumento
- Milano-Sanremo

2023: 167º
2024: 82º
- Giro delle Fiandre

2023: 82º
2024: ritirato
- Parigi-Roubaix

2023: ritirato
2024: 29º
2025: 56º

### Competizioni mondiali
- Campionati del mondo su strada

Yorkshire 2019 - Cronometro Junior: 53º
Yorkshire 2019 - In linea Junior: 19º
Fiandre 2021 - In linea Under-23: 11º
Wollongong 2022 - In linea Under-23: 6º
Glasgow 2023 - In linea Under-23: 23º

### Competizioni europee
- Campionati europei su strada

Alkmaar 2019 - Cronometro Junior: 20º
Alkmaar 2019 - In linea Junior: 11º
Plouay 2020 - Cronometro Junior: 7º
Plouay 2020 - In linea Junior: 2º
Trento 2021 - In linea Under-23: 44º
Anadia 2022 - In linea Under-23: 8º
Limburgo 2024 - In linea Elite: 7º
- Campionati europei di ciclocross

Rosmalen 2018 - Junior: 42º
Silvelle 2019 - Junior: 27º